# Teatro europeo en la Segunda Guerra Mundial
El teatro de operaciones de Europa de la Segunda Guerra Mundial tuvo lugar en dicho continente y en el norte de África entre 1939 y 1945, siendo el principal escenario de la guerra.Fue abierto con la invasión de Polonia el 1 de septiembre de 1939 y cerrado con la rendición incondicional de la Alemania nazi ante los Aliados  (Reino Unido, los Estados Unidos, Francia y la Unión Soviética) entre el 7 y 9 de mayo de 1945.
El importante teatro de operaciones europeo incluyó tres frentes de operaciones:
- Mediterráneo: incluye las campañas en África del Norte, el mar Mediterráneo, los Balcanes, Italia y el sur de Francia.
- Oriental: incluye las campañas en Polonia, Bulgaria, Rumanía, Finlandia, Europa Central y la Unión Soviética.
- Occidental: incluye las campañas en Francia, Bélgica, Luxemburgo, Países Bajos, Noruega, Dinamarca, el oeste de Alemania y las campañas aéreas sobre las islas británicas y luego sobre Europa Occidental.

## Antecedentes

### Cambios territoriales
El inicio de la Segunda Guerra Mundial en Europa está ligado íntimamente con los resultados que arrojó la Primera Guerra Mundial. Las consecuencias de los tratados firmados por las Potencias Centrales en la primera guerra habían alterado completamente el mapa geopolítico de Europa Central y Oriental.
Las naciones que habían resultado más afectadas eran los imperios Alemán, Austrohúngaro y Ruso, que habían perdido grandes extensiones de territorio para favorecer la creación de nuevos estados democráticos, que se esperaba que servirían de contrapeso a las naciones derrotadas. De esta manera, nuevas naciones surgieron en el mapa, amparadas inicialmente por Francia y el Reino Unido. Polonia, Checoslovaquia, Yugoslavia y los Estados Bálticos formaban parte de estas naciones, y sus existencias serían motivo de conflicto en Europa.

### Crisis y recuperación alemana
Durante la década de los 20, los gobiernos alemanes y soviéticos se mantuvieron ocupados en conflictos internos. La Revolución de Noviembre significó el cambio del sistema político vigente en Alemania hasta entonces, y la hiperinflación ocasionó que la clase media alemana virtualmente desapareciera. Mientras tanto, la Unión Soviética luchaba por definir sus fronteras y se recuperaba de la sangrienta guerra civil rusa. Por otra parte, en el Reino de Italia, el país se había convertido en el primer estado fascista, con la llegada de Benito Mussolini al poder en 1922. Mussolini había prometido el renacimiento del Imperio romano, y para lograrlo buscaba expandirse hacia África y los Balcanes. No obstante, Italia era uno de los países europeos menos industrializados, y sus ejércitos distaban mucho de ser los más modernos. Mussolini era consciente de ello, por lo que inició un ambicioso programa de industrialización que debería tener a su país listo para mediados de la década de los 40.
Aunque la economía alemana se estaba recuperando a inicios de los 30, el pueblo alemán guardaba un profundo resentimiento al trato recibido por los Aliados plasmado en el Tratado de Versalles. El hecho de que la derrota del ejército alemán hubiera llegado tan abruptamente, fue utilizado como base por los políticos de derecha para inventar el mito de la «Puñalada en la espalda». Este mito aseguraba que la guerra había sido finalizada abruptamente por elementos internos, que terminarían por ser definidos como comunistas y judíos. Este odio fue explotado por un joven partido nacionalista llamado NSDAP, o Partido Nazi. Sumándose a otras fuerzas desestabilizadoras alemanas, el partido nazi, dirigido por Adolfo Hitler, reclamaba la anulación del odiado Tratado de Versalles, y pedía la limpieza de Alemania de elementos foráneos, incluyendo a los judíos y a los eslavos. Hitler iba aún más allá, no sólo sugería la recuperación de los territorios perdidos en la última guerra, sino que aseguraba que era necesario para la supervivencia del pueblo alemán, que se adquirieran territorios al este, a expensas de Checoslovaquia, Polonia y la Unión Soviética, que se convirtió en el enemigo natural de Alemania.
La República de Weimar no podía soportar tantos embates políticos, y la llegada de la Gran Depresión derribaría a este frágil gobierno. Hitler llegaría al poder en 1933, e iniciaría los cambios que había prometido, ocupando en primer lugar, los territorios de la Renania. Luego ocuparía Austria, mediante una jugada política conocida como Anschluss. Finalmente, en 1938, Hitler exigiría la incorporación de la región de los Sudetes, poblada por alemanes pero en territorio checoslovaco. Para aquel entonces, Alemania contaba con un moderno ejército, superando los límites impuestos en el Tratado de Versalles.

### Vientos de guerra
Checoslovaquia, que contaba con un excelente sistema defensivo, solicitó la ayuda de sus aliados occidentales, pero el gobierno británico de Neville Chamberlain quería evitar a toda costa una Segunda Guerra Mundial, y apoyado por los franceses, intentó buscar una solución diplomática. En los Acuerdos de Múnich, Hitler recibió los Sudetes, asegurando que esta sería la última anexión alemana. Checoslovaquia, que no tuvo representante en Múnich, perdió entonces todo su cinturón defensivo, y acosada interna y externamente por elementos proalemanes, terminaría dividiéndose en el Protectorado de Bohemia y Moravia y el Estado Eslovaco. En este punto, Chamberlain se convenció de que Hitler no pensaba cumplir la promesa hecha en Múnich, y tardíamente los Aliados empezaron a prepararse para otra guerra.
Todos estos éxitos alemanes no pasarían desapercibidos a Mussolini, que para aquel entonces, ya había iniciado la ocupación de Albania y Etiopía, siendo expulsada de la Sociedad de Naciones. Finalmente, el 22 de mayo de 1939, la Italia fascista y la Alemania Nazi firmarían el Pacto de Acero, donde ambas naciones se comprometían a brindarse asistencia mutua en caso de guerra.
Mientras tanto, en la Unión Soviética, Iósif Stalin había consolidado su posición como autoridad máxima y acababa de iniciar una Gran Purga que también había afectado severamente al Ejército Rojo, diezmando la capacidad de operación y organización de sus propias fuerzas armadas. Dándose cuenta de que el expansionismo alemán estaba orientado hacia el este, Stalin intentó en vano encontrar aliados en Gran Bretaña y Polonia, ya que para los gobernantes de este último país el bolchevismo era de temer aún más que el nazismo. Cuando Hitler empezó a clamar por la desaparición del corredor polaco, la necesidad de Stalin de tener aliados se hizo más apremiante, ya que era obvio que una vez que Alemania hubiera ocupado Polonia, luego intentaría ocupar Rusia. Gran Bretaña y Francia ratificaron sus garantías a Polonia, no dispuestas a ceder de nuevo ante Alemania, pero esto no fue suficiente para disuadir a Hitler, que no creía que las naciones occidentales le declararían la guerra. No obstante, al igual que Stalin, Hitler no estaba seguro todavía de iniciar la guerra con la Unión Soviética, motivo por el cual inició una aproximación diplomática al Kremlin, que finalizó con el Pacto Molotov-Ribbentrop, firmado el 23 de agosto de 1939. Este pacto poseía una cláusula secreta, en la que el destino de Polonia, Finlandia y los países bálticos fue sellado. Libre de obstáculos, Alemania se preparó para invadir Polonia, confiada en que las promesas aliadas nunca se materializarían.

## La conquista de Europa

### La invasión de Polonia
El 1 de septiembre de 1939, los ejércitos alemanes cruzaron la frontera polaca, y en cuestión de días neutralizaron el ejército polaco, que no estaba preparado para la Blitzkrieg. El 3 de septiembre los gobiernos francés y británico declararon la guerra a Alemania, para sorpresa de Hitler, pero esto no significó ningún cambio en el curso de la guerra en Polonia, ya que los Aliados no se plantearon enviar tropas a este país. Al caer Varsovia, el Alto Mando polaco decidió dirigir sus fuerzas al sur, hacia la frontera con Rumania, donde planeaban contener indefinidamente a los alemanes hasta la llegada de la ayuda prometida.
Este plan se vino abajo cuando la Unión Soviética invadió a Polonia desde su otra frontera el 17 de septiembre. Entonces, los restos del ejército polaco empezaron su evacuación a Rumania. Los soviéticos y los alemanes se dividirían el país, tomando la mayor parte Alemania.

### La Guerra de Invierno

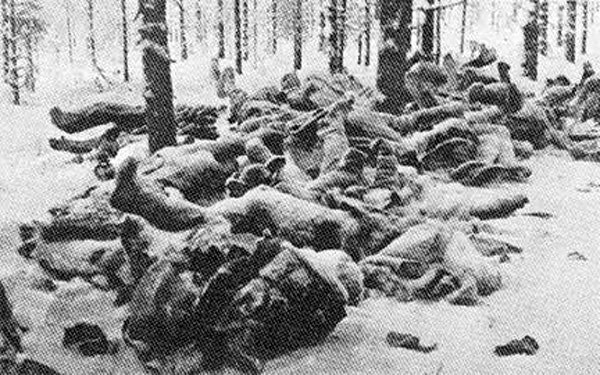
Pila de soldados soviéticos muertos en Finlandia

Stalin, preocupado todavía por una muy posible guerra con Alemania, procedió a acelerar la organización de las fuerzas armadas soviéticas, y enfocó su mirada en las fronteras occidentales. Consciente de que Finlandia había simpatizado con Alemania en el pasado, Stalin previó una muy posible ocupación de este país por fuerzas alemanas como preparación para la inminente invasión nazi. La Unión Soviética ofreció entonces a Finlandia mayores territorios en el norte, a cambio de recibir territorio alrededor del lago Ladoga, que utilizaría para proteger mejor Leningrado. El gobierno finés de Carl Gustaf Mannerheim se negó y, después de fallidas «negociaciones», la Unión Soviética inició la invasión del pequeño vecino.
El resultado de la ofensiva soviética fue decepcionante: Los ejércitos soviéticos, numéricamente superiores, no pudieron hacer nada frente a las fuerzas finesas, mejor adaptadas al duro clima del campo de batalla ártico, y miles de soldados soviéticos murieron debido a la ineficacia de sus comandantes. Entonces, Stalin removió del mando a su protegido Kliment Voroshílov, y con tropas frescas al mando de Semión Timoshenko reinició el ataque. Esta vez los exhaustos defensores fineses fueron sobrepasados y Finlandia tuvo que ceder gran parte de su territorio a la Unión Soviética.
Este fracaso soviético no pasó desapercibido a Hitler, que empezó a subestimar al Ejército Rojo. Por su parte, Stalin empezó a otorgar más autonomía al proceso de designación de comandantes del ejército.

### La Campaña de Noruega
Con la Unión Soviética calmada, Hitler dirigió su mirada entonces hacia el oeste, pero no se atrevía a abrir aquel frente de guerra. Los británicos y los franceses tampoco se atrevían, por lo que este período fue llamado Drôle de guerre, o «Guerra en broma». No obstante, preocupado por la posibilidad de que el Reino Unido ocupara Noruega y luego invadiera Suecia, cortando el suministro de hierro de Alemania, Hitler decidió ocupar este país primero. Ante la necesidad de establecer bases aéreas para la invasión, Alemania también invadió Dinamarca el 9 de abril de 1940.
Los británicos decidieron actuar entonces, ya que desde Noruega la Luftwaffe podría lanzar ataques contra el norte de Reino Unido. La campaña aliada en Noruega terminó en fracaso, solamente en Narvik al norte, se lograron resultados positivos, pero las tropas británicas se verían obligadas a retirarse, ya que eran más necesarias en Francia, donde la batalla de Francia acababa de empezar.

### Rendición de Francia

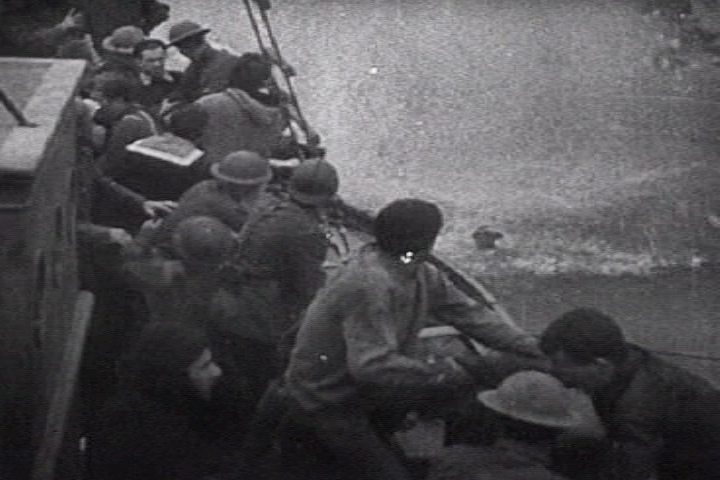
Los soldados británicos utilizan botes pesqueros para escapar de Dunkerque.

Con los ojos del mundo fijos en Noruega, el OKW empezó a planificar la reapertura del Frente Occidental. Los alemanes a toda costa querían evitar la reaparición de la lenta guerra de trincheras de la Primera Guerra Mundial. Se trazaron varios planes, pero sería el general Erich von Manstein quien encontraría el punto débil de las líneas defensivas francesas. Como los Países Bajos y Bélgica se habían declarado neutrales, los ejércitos franceses se habían replegado a sus fronteras, esperando el ataque desde este punto, ya que su frontera con Alemania era considerada impenetrable. El general Von Manstein se dio cuenta de que la región de las Ardenas, al sureste de Bélgica, no había sido protegida lo suficiente, ya que el mariscal francés Maurice Gamelin consideró que los tupidos bosques harían difícil el cruce de tanques por esa región. El mariscal Gamelin tenía razón, pero dejó casi sin protección esta región, que fue por donde las principales fuerzas alemanas se encaminaron el 10 de mayo de 1940.
El día de la invasión, una importante fuerza alemana entró en Holanda y Bélgica, violando su neutralidad, y los aliados avanzaron desde Francia hacia estos países. Mientras tanto, otra importante fuerza alemana al mando del general Gerd von Rundstedt cruzó las Ardenas, congestionándose los tanques en las estrechas carreteras. Cuando salieron del bosque dos días después, los Aliados se dieron cuenta de que iban a ser rodeados, y el gobierno francés entró en pánico.

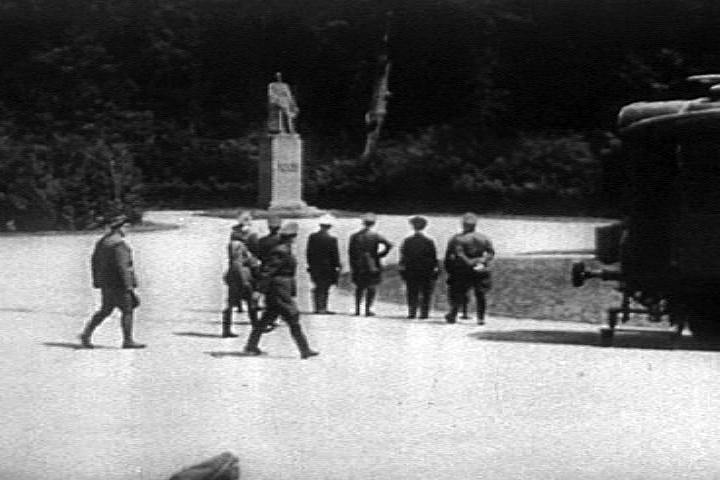
Hitler y varios oficiales alemanes minutos antes de firmar el Armisticio con Francia

El 18 de mayo el cerco alemán fue cerrado, y el grueso de los ejércitos aliados quedaron atrapados en Bélgica. Contrataques desde adentro y desde fuera para levantarlo no tuvieron éxito, y los británicos iniciaron la evacuación de sus hombres mediante la Operación Dinamo. Mussolini decidió finalmente actuar, y el 5 de junio le declaró la guerra a los Aliados, e intentó invadir Francia desde el sur. El 10 de junio París fue declarada ciudad abierta, y cayó poco después.
Sin reservas para contener el avance alemán, Francia se rindió el 22 de junio de 1940. El entonces coronel Charles de Gaulle escapó a Inglaterra, y desconociendo el nuevo gobierno proalemán de Vichy, creó la Resistencia francesa. Durante la batalla, con tantas derrotas en su gobierno, Chamberlain renunció, y fue sucedido por Winston Churchill como primer ministro del Reino Unido.

### La Batalla de Inglaterra
Con Polonia, Francia y la URSS neutralizadas, sólo Inglaterra se interponía en la conquista alemana de Europa.
Los estrategas alemanes habían estudiado la posibilidad de una invasión de Inglaterra, que fue condensada en la operación León Marino. Habían concluido que antes de considerar el desembarco alemán era necesario neutralizar a la Fuerza Aérea Británica para que la Fuerza Aérea Alemana acabará con la Armada británica, ya que la Armada alemana no podía lograrlo. De esta manera todas las miradas cayeron sobre el general Hermann Göring, comandante de la Luftwaffe.
El general Göering inició una serie de bombardeos estratégicos sobre Inglaterra, enfocándose en aeródromos y zonas industriales. Los resultados fueron devastadores, especialmente el de la operación «Día del Águila», donde 1000 bombarderos protegidos por 700 cazas atacaron Inglaterra, destruyendo decenas de aviones en el suelo.
No obstante, la RAF encontró un respiro cuando accidentalmente los puertos de Londres fueron bombardeados, lo que motivó que los británicos bombardearan Berlín. Este ataque en suelo alemán motivó a Hitler a que ordenara a Göering el cambio de estrategia, iniciándose la Blitz. En esta etapa se bombardearon objetivos civiles, muriendo unas 43 mil personas y destruyéndose 1 millón de casas. La RAF aprovechó el cambio de estrategia para incrementar sus efectivos, y finalmente pudieron hacer frente a la Luftwaffe. El 12 de octubre, Hitler se cansa de esperar y ordena la suspensión de la invasión de Inglaterra. No obstante, los bombardeos sobre Londres no pararían hasta el 16 de mayo de 1941, cuando Hitler enfocaría su mirada de nuevo hacia el este.

## Frentes secundarios en el Mediterráneo

### La Campaña de África del Norte

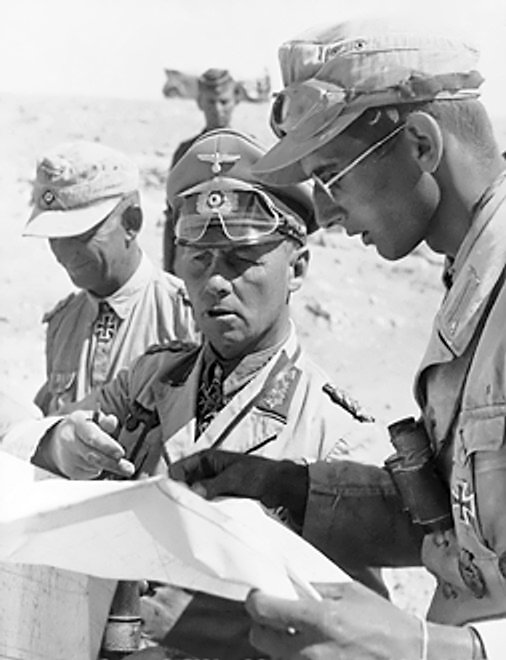
El general Rommel conversa con sus oficiales durante la campaña de África del Norte.

Alemania fue arrastrada a la llamada Guerra del Desierto por su aliado Italia. Con la derrota de Francia, Mussolini intentó apoderarse de Egipto en septiembre de 1940, atacando desde su colonia Libia. El resultado fue desastroso, casi 170 mil italianos fueron capturados y Libia fue conquistada por el Reino Unido.
Alemania intervino para evitar que el Mediterráneo fuera controlado por los Aliados, abriendo el camino a un desembarco por el sur de Europa. Un regimiento panzer fue enviado al mando del legendario Erwin Rommel, que al recibir mayores fuerzas comandaría la famosa Afrika Korps. El general Rommel se dio cuenta de que la mayoría de las fuerzas británicas en África habían sido enviadas a la batalla de Creta, por lo que se decidió a atacar, logrando la victoria. Después de varios intentos, los británicos finalmente lograron hacer retroceder a Rommel, que había agotado sus reservas. Un contraataque alemán hizo retroceder a los británicos hasta la frontera con Egipto. Pero las exhaustas tropas de Rommel fueron barridas en el segunda batalla de El Alamein en octubre de 1942.
EL Afrika Korps se retiró a Túnez, donde fue acosado por el oeste y el este, ya que tropas estadounidenses desembarcaron en Argelia y Marruecos. A pesar de que en la batalla de Kasserine Rommel logró momenténeamente poner en aprietos a los Aliados, era obvio que la superioridad de recursos enemiga era aplastante, y el 7 de mayo de 1943 unos 275 mil soldados alemanes se rindieron en Túnez.

### La distracción de los Balcanes
Mientras la OKW preparaba la invasión de la Unión Soviética, Mussolini hacía lo mismo con Grecia. Mussolini había presionado al primer ministro de Grecia, Ioannis Metaxas, a que cediera ante unas exigencias italianas. La respuesta negativa de Grecia desencadenó la invasión italiana desde Albania en octubre de 1940, que terminó en una derrota italiana y el estancamiento del frente. En marzo de 1941, Hitler se enteró de que la RAF estaba utilizando las bases aéreas griegas, y finalmente acudió en ayuda de Italia.
Para realizar un ataque sorpresa, los ejércitos alemanes debían atravesar Macedonia, parte de Yugoslavia, por lo que se presionó al regente Pablo para uniera su país al Pacto Tripartito. Dos días después de ocurrir esto, el Regente fue derrocado, y aunque los nuevos gobernantes de Yugoslavia decidieron unirse al bando alemán de todas maneras, esto no calmó a Hitler, que ordenó el inicio de la invasión el 6 de abril. Después de 11 días de combates, Yugoslavia fue ocupada completamente. Al mismo tiempo, los ejércitos de Bulgaria, Italia y Alemania habían iniciado la invasión de Grecia, cuyos defensores no pudieron contener la avalancha enemiga, a pesar de contar con unidades británicas entre sus fuerzas.
El 27 de abril Atenas cayó y se inició la evacuación aliada hacia Creta. El 20 de mayo Alemania también invade Creta, sufriendo fuertes bajas. No obstante, a pesar de haber perdido casi 16 mil hombres, las Fuerzas del Eje logran expulsar a las fuerzas aliadas, conquistando la isla el 1 de junio.
La campaña alemana de los Balcanes es conocida como la Distracción o la Diversión de los Balcanes, ya que una de sus consecuencia fue el atraso de la ofensiva alemana sobre la Unión Soviética. En efecto, Hitler inició su ansiada «cruzada» dos meses después de lo planeado inicialmente, lo que causaría que las tropas alemanas llegarían a Moscú al iniciarse las lluvias de otoño, dificultando el avance blindado alemán.

## La Gran Guerra Patria

### La coexistencia imposible

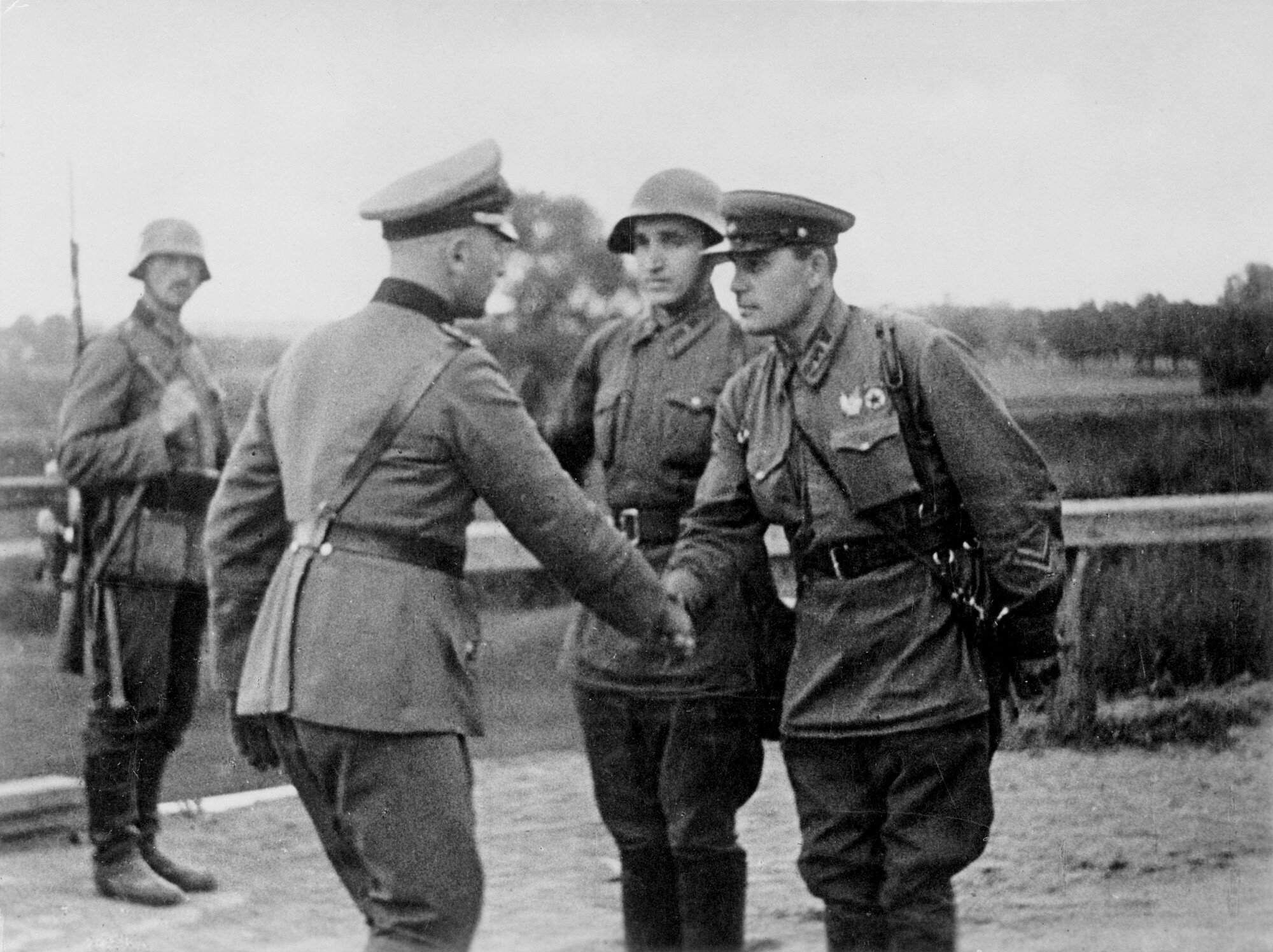
Winston Churchill predijo acertadamente que el Pacto Germano-Soviético no duraría mucho. En la imagen, oficiales alemanes y soviéticos se saludan en Polonia en 1939.

Desde el inicio de la invasión de Polonia, Winston Churchill había declarado que la coexistencia pacífica entre la Unión Soviética y la Alemania Nazi no era natural. En efecto, el fascismo alemán y el comunismo soviético habían rivalizado desde antes de iniciarse la guerra, y era obvio que Stalin y Hitler habían realizado un pacto de no agresión con el único objetivo de no iniciar la guerra prematuramente. Stalin confiaba en que Hitler respetaría el pacto por lo menos hasta 1945, y planeaba tener su ejército listo para esa época. Por su parte, Hitler pensaba que ni Francia ni Gran Bretaña le declararían la guerra, y podría planear con tiempo su avance hacia el este. El pensamiento alemán de aquella época dictaminaba que para asegurar la existencia del pueblo alemán, era necesario extenderse hacia el este, expulsando a su paso a los elementos asiáticos: eslavos y judíos. El comunismo lo veían como una invención judía, y por ende, un estado eslavo bolchevique era la antítesis de la existencia alemana.
La campaña alemana que iba iniciarse en la Unión Soviética iba a ser completamente distinta a las campañas anteriores, ya que el objetivo de esta no se limitaba a neutralizar al enemigo, sino a expulsar de su territorio a la población civil. Esto significaba la deportación y ejecución masiva de pueblos enteros, con el objetivo de abrir paso a colonos. Los eslavos sobrevivientes se convertirían en una clase obrera esclava, mientras que la población judía y gitana sería exterminada en su totalidad.

### La Operación Barbarroja
La Operación Barbarroja fue en su momento la mayor ofensiva realizada en el mundo, lanzada el 22 de junio de 1941 y conformada por 3,5 millones de alemanes más 600 mil aliados. En total contaba con 225 divisiones, distribuidas en tres grandes grupos de ejércitos: Norte, Sur y Centro. Este último contaba con la mayor cantidad de tanques y hombres, que lograron destruir con éxito las grandes unidades soviéticas en Bielorrusia y Ucrania. Mientras que el Grupo Norte se encargaba de conquistar los estados bálticos y Leningrado, el Grupo Sur se encargó de Crimea y el sur de Ucrania.
No obstante, a pesar de las impresionantes victorias alemanas, el avance no fue tan rápido como había sido planeado, y la cantidad de soldados soviéticos resultó ser mucho mayor a la estimada; además, Leningrado no pudo ser conquistada y tuvo que ser sitiada. Preparados para una corta campaña, los alemanes llegaron a Moscú a inicios del invierno de 1941 y 1942, desgastados, con unas líneas de sumunistros excesivamente extendidas y poco preparados para el intenso frío. La batalla de Moscú empezó a estancarse, y un contraataque soviético comandado por Gueorgui Zhúkov enterró definitivamente las esperanzas alemanas de una rápida victoria. La guerra en la URSS continuaría varios años más, pero la racha de victorias alemanas terminaría con la Operación Barbarroja.

### El Cáucaso y Stalingrado
Desanimado por el estancamiento de la batalla en el norte, Hitler buscó explotar una rápida victoria en el sur. El Cáucaso era lo único que se interponía entre el Grupo de Ejércitos Sur y los pozos petrolíferos de Bakú. Se planificó entonces una ofensiva al sur, aprovechando que la Stavka estaba enfocada en Moscú todavía. Inicialmente se determinó que era necesario asegurar los cruces de los ríos Don y Volga, por lo que era necesario la toma de Stalingrado. Una vez conseguido esto, el avance debería mantenerse hacia el Cáucaso. A última hora, Hitler decidió tomar ambos objetivos al mismo tiempo, dividiendo las fuerzas destinadas inicialmente para uno solo. Esta decisión probó ser fatal, ya que las fuerzas alemanas que avanzaron por el Cáucaso lograron abrirse paso fácilmente, pero no contaban con fuerzas que les protegieran los extendidos flancos. Por su parte, las fuerzas alemanas que llegaron hasta Stalingrado tampoco protegieron adecuadamente sus flancos, y dos contraataques soviéticos en Stalingrado y el Cáucaso cercaron al 6º ejército alemán del general Friedrich Paulus en Stalingrado y expulsaron a los alemanes del Cáucaso.
Los contraataques alemanes para liberar a las fuerzas del general Paulus no lograron su objetivo, y después de resistir durante casi cien días, las fuerzas alemanas en Stalingrado se rindieron el 2 de febrero de 1943, muriendo la mayoría en el cautiverio.
Los soviéticos intentaron explotar su victoria y continuaron avanzando, a pesar de haber sobreextendido sus líneas de suministros y haber perdido muchos hombres en sus ofensivas. El fracaso de la operación Marte y la derrota soviética en la Tercera Batalla de Járkov gracias a la genialidad del general Erich von Manstein, dictaminaron el fin de la ofensiva soviética del invierno de 1942 y 1943.
Como resultado de las acciones del general Von Manstein, un importante saliente en el frente quedó sobre la ciudad de Kursk, saliente que fue clasificado por Hitler como la oportunidad perfecta para revertir a su favor el curso de la guerra en el Frente Oriental.

### La Operación Ciudadela
En la línea del Frente Oriental, dos salientes alemanes ubicados cerca de Orel y Járkov, habían formado a su vez un saliente soviético centrado en Kursk. Hitler vio este saliente como la oportunidad perfecta para retomar la iniciativa y destruir a tres frentes (grupos de ejércitos) soviéticos al mismo tiempo. Cuando sus generales escucharon sus planes se asustaron, con falta de hombres y material, si una ofensiva de este tipo no funcionaba, el Frente Oriental colapsaría, ya que ya no dispondrían de fuerzas para mantener sus posiciones actuales. En su lugar sugirieron una retirada del saliente, y mantener una postura defensiva desde entonces. Hitler los ignoró, e inició la acumulación de tropas en el norte y el sur del saliente de Kursk.
El 5 de julio de 1943 se ejecutó la Operación Ciudadela. No obstante, la inteligencia soviética ya había averiguado los planes alemanes y Stalin había concentrado gran cantidad de tropas alrededor del saliente. Además, se habían planificado a su vez dos contraofensivas contra los salientes alemanes de Járkov y Orel (véase Cuarta Batalla de Járkov y Operación Kutuzov respectivamente). El ataque sorpresa alemán se vio frustrado cuando los soviéticos atacaron las posiciones alemanas horas antes. Los alemanes se enfrentaron a varias líneas defensivas soviéticas sucesivas, y en el norte, después de una semana de combates encarnizados, solamente se había avanzado 10 km. En el sur, la batalla de Prokhorovka se destacó por la cantidad de tanques involucrados, aunque los progresos alemanes fueron igual de estériles.
Finalmente, el 9 de julio la situación militar de Alemania en Europa se volvió desesperante, ya que los británicos y los estadounidenses desembarcaron en Sicilia (véase Operación Husky), y ante la falta de progresos Hitler tuvo que suspender la Operación Ciudadela para enviar refuerzos a Italia. Las pérdidas alemanas y soviéticas habían sido similares, pero mientras que la Unión Soviética podía reponerlas, la Alemania nazi, no. De esta manera, la URSS por fin obtuvo un leve respiro en su lucha con Alemania. Peor aún, Alemania ahora no sólo debía combatir en el sur y el este de Europa, sino que acababa de perder 1300 tanques sin recibir nada a cambio, convirtiéndose en realidad los peores temores de los generales de Hitler.

## Los tres frentes europeos

### La Invasión de Italia

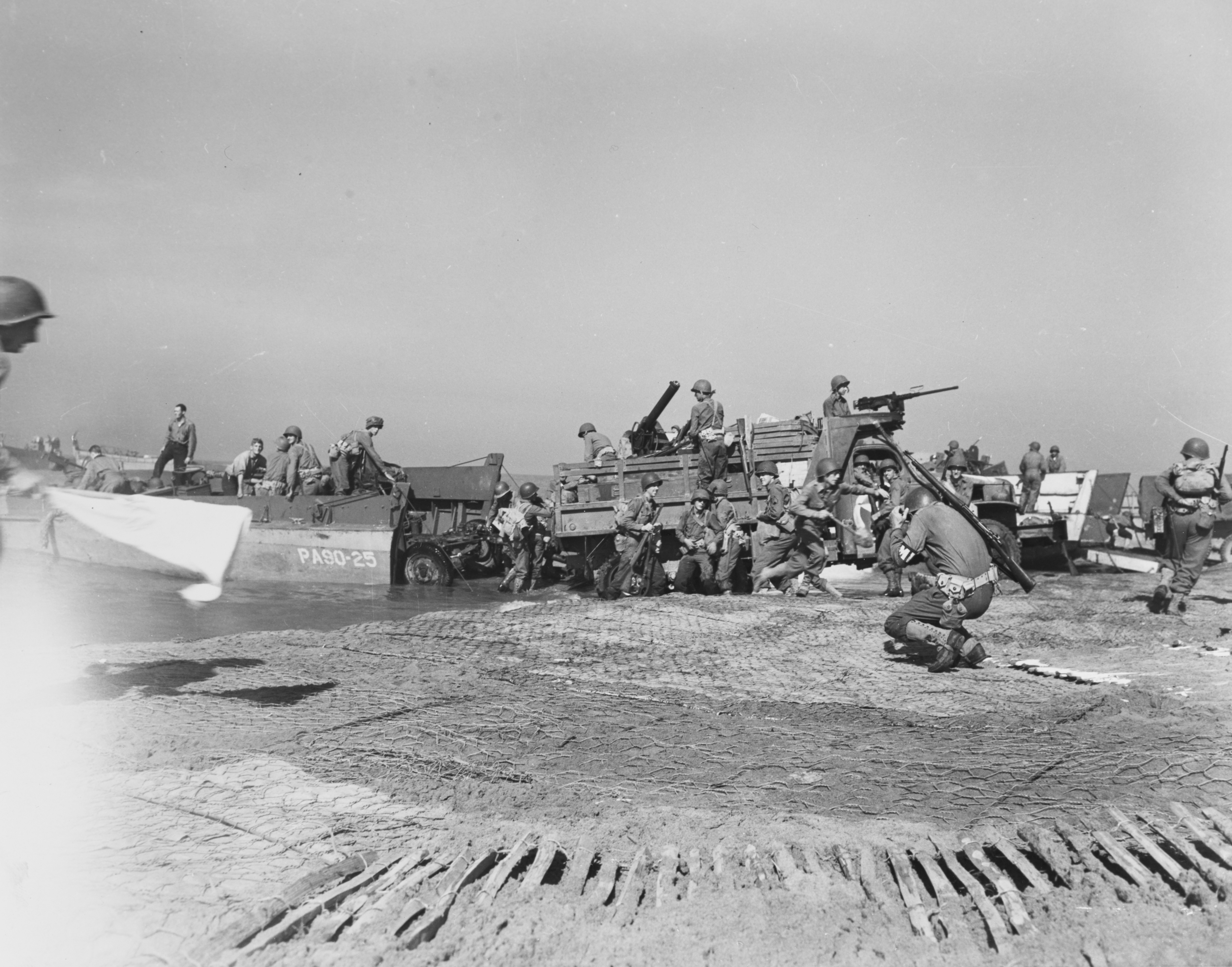
Soldados aliados desembarcan en Salerno

Aunque Benito Mussolini no sería capturado hasta abril de 1945, perdería su poder en julio de 1943. En efecto, al desembarcar los Aliados en Sicilia, el Gran Consejo Fascista votaría el 24 de julio la deposición de Mussolini, que sería arrestado al día siguiente. En este golpe de Estado participaría el rey Víctor Manuel III, y sus dos otrora aliados Dino Grandi y Galeazzo Ciano. En su lugar, fue nombrado primer ministro el mariscal Pietro Badoglio, quien inmediatamente anunció que Italia continuaría en la guerra, aunque inició en secreto negociaciones con los Aliados.
Sicilia fue conquistada por los Aliados fácilmente, y el general alemán Albert Kesselring inició la fortificación de la península italiana, aprovechando las formaciones montañosas de la misma. Hitler, quien desconfiaba de Badoglio, ordenó la toma de puntos claves del gobierno italiano el 8 de septiembre, cuando Badoglio intentaría públicamente hacer la paz con los Aliados. Cuatro días después, Mussolini fue rescatado por comandos alemanes y fue proclamado primer ministro de la recién creada República Social Italiana, un puesto nominal, ya que todo su poder lo perdió el anterior 24 de julio.
Entre el 3 y el 9 de septiembre se realizaron desembarcos en Salerno, Tarento y el estrecho de Messina. Después de sufrir fuertes bajas en Salerno, los ejércitos aliados iniciaron su ascenso por Italia, denominada el «suave vientre del Reich» por Winston Churchill. La realidad fue otra, ya que una serie de líneas defensivas preparadas con anterioridad causaron fuertes bajas a los Aliados, ya que los alemanes utilizaron los montes Apeninos y los ríos como una defensa natural.
Después de perder miles de hombres cruzando la Línea Gustavo, los Aliados realizaron un desembarco en Anzio, con el objetivo de flanquear la línea defensiva. Este desembarco no logró completar sus objetivos y sumó más soldados a la lista de bajas. Sin embargo, después de muchos contratiempos, los Aliados por fin llegaron a Roma el 4 de junio de 1944. Esta victoria tardía fue opacada por el desembarco de Normandía, efectuado dos días después.
Si bien la batalla en Italia duraría hasta mayo de 1945, los generales británicos y estadounidenses se enfocarían de ahora en adelante en el Frente Occidental. Al final de la guerra en Europa, las fuerzas aliadas lograrían quebrar las líneas defensivas alemanas en Italia y llegarían al valle del Po.

### La liberación de la Unión Soviética
Después de Kursk, Alemania pasó a la defensiva en el Frente Oriental. Stalin clamó por la liberación de Ucrania, y el Ejército Rojo dirigió su avance hacia el Dnieper. En la batalla del Dnieper, los alemanes intentaron en vano contener a un enemigo numeroso y mejor equipado, sufriendo fuertes bajas. La línea Panther-Wotan fue quebrada al sur de las marismas del Pripet, y el 1º ejército Panzer casi quedó atrapado en su totalidad. Al cortarse el enlace terrestre de la guarnición alemana en Crimea con Ucrania, las fuerzas alemanas en Sebastopol tuvieron que ser evacuadas en mayo de 1944. Para finales de aquel mes, del territorio soviético, solamente Bielorrusia y los estados bálticos continuaban ocupadas por Alemania. En una ofensiva al norte, el dramático sitio de Leningrado fue finalmente levantado. Esta ofensiva se detuvo en la Panther-Wotan, que correspondía, con poca exactitud, a la actual frontera de Estonia con Rusia.
Para junio de 1944, los soviéticos se encontraban a la entrada de los Balcanes, y los generales alemanes pensaron que la nueva ofensiva enemiga intentaría seguir explotando el éxito en el sur. No obstante, el pensamiento de la Stavka era distinto. Se deseaba que el frente avanzara de manera uniforme, por lo que se decidió empujar el frente hasta la frontera con la Polonia ocupada.
La operación Bagration se lanzó el 22 de junio, tres años después que la Barbarroja, y los resultados fueron inmediatos. Dos ejércitos alemanes, el 4º y el 9º, fueron atrapados cerca de Minsk, y las fuerzas del Grupo de Ejércitos Norte fueron amenazadas de quedar aisladas en Curlandia, a menos que se retiraran rápidamente. Al sur, más soldados alemanes fueron capturados cerca de Leópolis, y para finales de agosto, Bielorrusia había sido finalmente liberada.
Con el Ejército Rojo cruzando sus fronteras, Rumania cambió de bando rápidamente, y dos semanas después, el 8 de septiembre, Bulgaria le declaró la guerra a su otrora aliado Alemania. Ese mismo mes, Finlandia también cambió de bando, y aunque intentó sin éxito mantenerse neutral, tuvo que acceder a las demandas soviéticas de expulsar a la fuerza a los soldados alemanes de su territorio. La llamada guerra de Laponia vio a dos antiguos aliados enfrentándose en el Ártico, si bien al final, las fuerzas alemanas lograron escapar a Noruega.
1944 fue un año de grandes victorias para los Aliados. Para el final del año, la URSS controlaba los Balcanes y todo su territorio, a excepción de Curlandia, donde el Grupo de Ejércitos Norte había quedado finalmente aislado. El Ejército Rojo tenía ante sí el llano polaco, y solamente debía cruzar el río Vístula para apoderarse de Polonia. Si bien la resistencia en Prusia Oriental era fuerte, no significaba una seria amenaza para el avance soviético y solamente fue rodeada.
En efecto, en 1944, la carga sobre el Ejército Rojo finalmente fue aliviada, en gran parte, por el desembarco aliado en Normandía.

### El regreso aliado a Europa

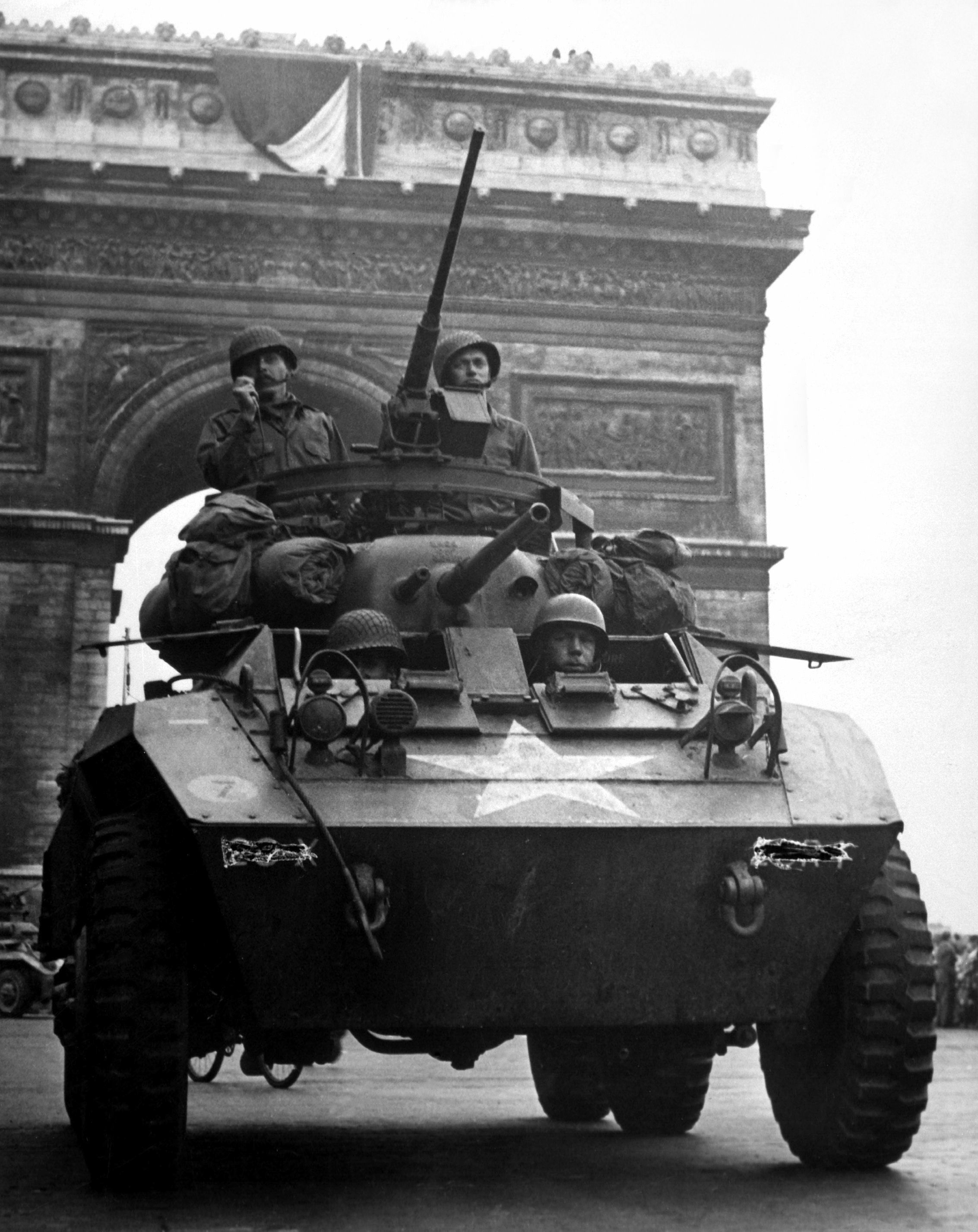
Blindado estadounidense en el Arco de Triunfo de París.

El 6 de junio de 1944 se realizó la tan esperada reapertura del Frente Occidental. Unos 134 mil soldados estadounidenses, británicos, franceses, polacos y canadienses desembarcaron en las costas de Normandía y establecieron cabezas de playa no muy profundas pero sólidas, que fueron la base para futuros desembarcos. En efecto, se estima que desde el Día D hasta el final de la guerra, casi tres millones de soldados cruzaron el canal de la Mancha y desembarcaron en Normandía.
Si bien inicialmente el avance fue muy lento, la batalla de Caen atrajo a la mayoría de las tropas alemanas a esta ciudad, lo que debilitó el flanco occidental del frente en Normandía. Este debilitamiento fue aprovechado por las tropas estadounidenses, que rompieron el frente en la Operación Cobra y luego avanzaron hacia el este, atrapando a cuerpos de dos ejércitos alemanes en lo que se llamó la Bolsa de Falaise. El 25 de agosto, las fuerzas del general Jacques Leclerc entraron en París, que había sido declarada ciudad abierta por el enemigo.
Las tropas alemanas se retiraron a las fronteras orientales de Francia, con el objetivo de resguardarse detrás de la Línea Sigfrido. Deseoso por terminar la guerra rápidamente, el general Bernard Montgomery elaboró la operación Market Garden, que implicaba la captura de varios puentes estratégicos en los Países Bajos, desde donde pensaba entrar en Alemania, superando el río Rin.
La operación Market Garden fue un éxito táctico pero un fracaso estratégico, ya que se tomaron todos los puentes salvo el último, que habría permitido a los Aliados entrar en Alemania atravesando el Rin: Las tropas blindadas que debían avanzar a Arnhem encontraron seria resistencia y quedaron atascadas en la única carretera existente. Este retraso dejó sin apoyo a la 1.ª División Aerotransportada británica, que había sido lanzada en Arnhem. Esta división fue diezmada y los sobrevivientes tuvieron que retirarse. Esta operación fue uno de los peores fracasos aliados, al sufrir más bajas que en Normandía. No obstante, los problemas estaban lejos de terminar, ya que Hitler estaba preparando un ambicioso contraataque con el que esperaba cerrar el Frente Occidental.

## La derrota del Eje

### El contraataque alemán
Hitler había ideado un plan que implicaba una ofensiva alemana a través de las Ardenas. Con 500 mil soldados, pensaba capturar el estratégico puerto de Amberes, atrapando a las tropas británicas en el norte. Con sus líneas de aprovisionamiento cortadas y sin suministros, las tropas británicas deberían rendirse y los estadounidenses al sur solicitarían un armisticio al quedarse sin puertos cercanos. Hitler ignoró completamente la superioridad aérea aliada, así como las voces en contra de sus generales.

El 16 de diciembre de 1944 se inició la Batalla de las Ardenas. La sorpresa estadounidense y el mal tiempo, que mantuvo a los aviones aliados en tierra, fueron las principales causas del inicial éxito alemán. No obstante, los dos ejércitos Panzer que se dirigían a Amberes fueron detenidos en seco por los cazas aliados, ya que al mejorar el tiempo, fueron detectados fácilmente. El 23 de diciembre los estadounidenses lanzaron una contraofensiva, que fue respondida por otra contraofensiva alemana. No obstante, el saliente creado fue reducido poco a poco, y para el 25 de enero de 1945 había sido eliminado completamente.

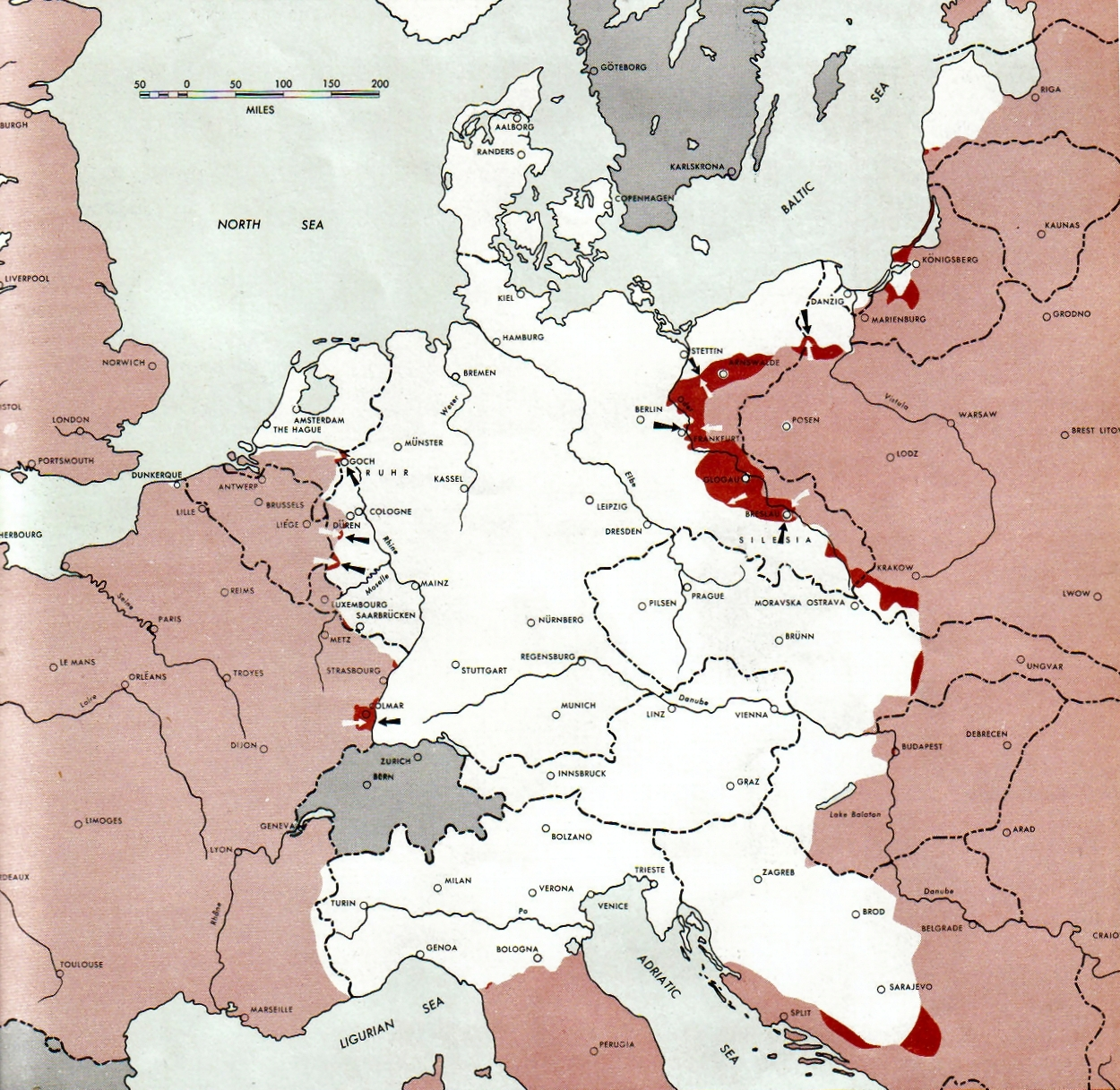
Situación en Europa central a mediados de febrero de 1945.

Completamente debilitado, el ejército alemán fue empujado poco a poco detrás del río Rin, la última defensa alemana.

### La conquista de Europa Central

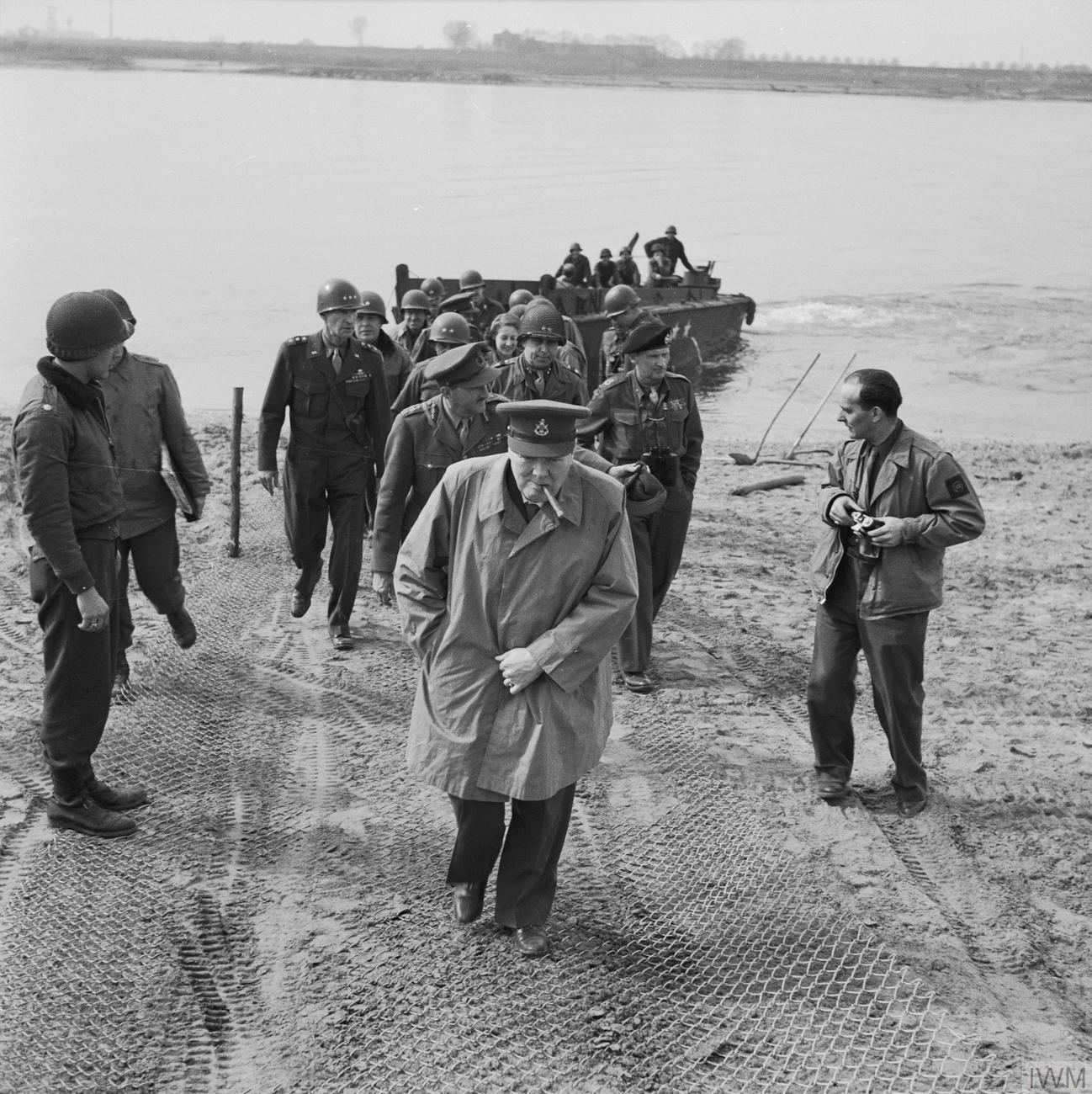
Winston Churchill y Bernard Montgomery cruzan el río Rin.

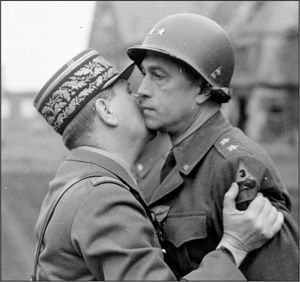
El mayor general Maurice Rose (aquí en la ceremonia de recepción de la Croix de Guerre en marzo de 1945) fue el oficial estadounidense de mayor rango en perder su vida en el teatro europeo, escasas semanas antes del fin de la guerra en Europa.

En el este, la resistencia alemana era cada vez más obstinada. La ofensiva del Vístula-Óder fue iniciada a inicios de enero de 1945, y en tres semanas las tropas soviéticas avanzaron desde el río Vístula hasta el Óder, ubicándose a menos de 70 km de Berlín. Para inicios de febrero, el Ejército Rojo se encontraba desplegado a lo largo del río Óder, a unos 60 km de Berlín. Solo quedaba la mitad del Grupo de Ejércitos Sur (Grupo de Ejércitos A) para resguardar la entrada a Berlín, ya que muchas tropas habían sido enviadas al oeste de Alemania para la batalla del Saliente.
En el sur, la Batalla de Budapest tuvo un final sangriento cuando las desesperadas tropas alemanas, completamente rodeadas, se lanzaron en una carga suicida contra los soviéticos. Más al sur, en Yugoslavia, las fuerzas partisanas de Tito, apoyadas ahora por el Ejército Rojo, pusieron en jaque a más de una docena de divisiones alemanas, aunque gran parte de la mitad oriental del país ya se encontraba liberada desde el año anterior. El 9 de abril, Viena fue capturada por los soviéticos.
En el oeste, los cruces aliados del Rin en Wessel, Remagen y Oppenheim, desbarataron el plan de defensa alemán, y el Grupo de Ejércitos B, casi 500 mil soldados, fue cercado y destruido en abril. Su comandante, Walther Model, se suicidó para no ser capturado. Este cruce significó el derrumbamiento del Frente Occidental. Consciente de la derrota alemana y siguiendo los acuerdos pactados previamente con los rusos, el comandante aliado Dwight Eisenhower dejó Berlín a los rusos, y envió a sus tropas hacia Dinamarca, Sajonia y Baviera.
En abril de 1945, finalmente el mariscal Harold Alexander reinició su ofensiva en Italia logrando tomar Bolonia. Al mismo tiempo, los partisanos de Yugoslavia liberaron Sarajevo, Croacia y Eslovenia.
El 16 de abril comenzó el asalto final contra Berlín, y dos frentes soviéticos, comandados por Georgi Zhúkov e Iván Konev, se dirigieron hacia la capital por el noreste y el sureste respectivamente. La resistencia alemana estaba condenada al fracaso, y aunque la resistencia fanática alemana evitaba la rendición, esto no frenó al ejército soviético. Habiendo perdido muchas unidades del ejército, Hitler recurrió al Volkssturm, unidades de milicias populares poco entrenadas y reclutadas entre jóvenes y viejos: esto sólo incrementó el número de bajas alemanas y tuvo poca repercusión en el resultado final.
El 25 de abril, las fuerzas estadounidenses hicieron el primer contacto con las fuerzas soviéticas en Torgau, sobre el Elba y el 5 de mayo los Aliados entraron en Austria.
El 27 de abril, Benito Mussolini fue arrestado cerca del lago Como por partisanos comunistas, siendo ejecutado al día siguiente, junto con importantes miembros de su gobierno. Su cuerpo fue vejado por la multitud.
Los generales refugiados en el búnker de Hitler llamaron de vuelta al 9º y al 12º ejércitos, que se dirigían al oeste, pero sus generales ignoraron las llamadas y sus tropas cruzaron el Elba, para rendirse a los estadounidenses (véase Batalla de Halbe).
El 29 de abril, las tropas fascistas italianas, al mando del mariscal Rodolfo Graziani, se rindieron incondicionalmente y también la República Social Italiana en la llamada Rendición de Caserta.
El 30 de abril de 1945 Hitler se suicidó en su búnker en la Cancillería del Reich, nombrando presidente al almirante Karl Dönitz y canciller a Joseph Goebbels, quien se suicidó al día siguiente, después de asesinar a su familia. El 2 de mayo, las fuerzas alemanas en Italia se rindieron, y el 8 de mayo a las 02:40 hora local Alemania se rindió incondicionalmente a los Aliados, terminando la guerra en Europa.

## Consecuencias
La Segunda Guerra Mundial en Europa cambió completamente el panorama geopolítico del continente.

### Aliados
- Estados Unidos: salió de la guerra como una superpotencia, con gran influencia política (bloque occidental) y económica (Plan Marshall) sobre los países de la Europa Occidental en los primeros años de la Guerra Fría. Al finalizar la guerra, Estados Unidos contaba con un moderno ejército y con superioridad tecnológica, así como una pujante economía.

- Unión Soviética: en su avance hacia Alemania, había ocupado militarmente a todos los países de Europa Oriental, a excepción de Grecia y Yugoslavia. Aunque la Unión Soviética fue clasificada como una superpotencia, a diferencia de los Estados Unidos, este país sufrió fuertes daños en su infraestructura por la guerra, aunque muchas fábricas de Alemania fueron desplazadas al este en la posguerra. Las grandes bajas civiles y militares dejaron profundas huellas en el colectivo soviético, aún apreciables. Los Estados bálticos fueron anexionados por la Unión Soviética, que también tomó territorios de Polonia, Rumanía y Finlandia.

- Reino Unido: vio debilitado su control colonial después de la guerra, perdiendo también su influencia en la Europa Oriental. Las bajas británicas fueron elevadas y aunque las ciudades británicas no fueron completamente destruidas como lo fueron algunas ciudades alemanas, los daños fueron terribles.

- Francia: perdió su posición de potencia, debido al decepcionante papel que jugó en la guerra. Al igual que los Estados Unidos, el Reino Unido y la Unión Soviética, Francia recibió una zona en la Alemania ocupada, pese a la inicial negativa soviética.

- Polonia: dividida entre Alemania y la Unión Soviética en 1939, a pesar de ello los polacos pelearon en todos los frentes; luego fue ocupada por tropas soviéticas hasta 1992. Polonia perdió seis millones de sus ciudadanos en la guerra, y Varsovia fue destruida por las SS e ingenieros alemanes. También perdió territorio oriental en favor de la Unión Soviética, pero lo recuperó de Alemania en la parte occidental. Y mientras que antes de la guerra tenía un 30% de minorías alemana, judía, ucraniana y bielorrusa, tras ella quedaron reducidas al 1%

- Checoslovaquia: fue otra nación democrática que no contó con suficiente apoyo occidental para mantener su independencia. Checoslovaquia fue dividida por los alemanes en el Protectorado de Bohemia y Moravia y el Estado Eslovaco en 1939, pero sus territorios fueron restaurados parcialmente después de la guerra. No obstante, Checoslovaquia fue dominada por la Unión Soviética hasta 1989, pero dejaría de existir en 1992, al dividirse en la República Checa y Eslovaquia.

- Yugoslavia: inicialmente una monarquía constitucional, la popularidad de los partisanos yugoslavos, liderados por Josip Broz Tito, los llevó al poder mediante elecciones. El mariscal Tito convirtió a Yugoslavia en un estado socialista pero no se alineó con el bloque de la Unión Soviética. En los años 90, Yugoslavia se desmembró en Eslovenia, Croacia, Bosnia y Herzegovina, Macedonia y Serbia y Montenegro. Montenegro se independizó de Serbia en 2006.

- Grecia: ocupada por Alemania desde 1941, los partisanos comunistas lograron obtener el control de gran parte de su país aun antes de acabar la guerra. Apoyados por el Reino Unido, las facciones monárquicas se enfrentaron a los comunistas en una larga guerra civil. Los comunistas fueron derrotados, al no obtener apoyo soviético y Pablo I subió al trono.

- Canadá: perdió menos de 45 000 soldados en la guerra, y se benefició económicamente por la expansión de los Estados Unidos en la guerra y la posguerra. Canadá ya había entrado en 1919 la Sociedad de Naciones por separado del Reino Unido, había accedido a la independencia en 1931 con el Estatuto de Westminster, y había declarado la guerra a Alemania tres días después que Gran Bretaña, pero tras la guerra emergió como la segunda economía mundial, después de los Estados Unidos, y su política fue cada vez más independiente de la del Reino Unido. En 1949, Terranova se unió a Canadá mediante un plebiscito.

- Países Bajos: perdió su imperio colonial poco después de la guerra. A pesar de sufrir pocas bajas, algunas ciudades, como Róterdam, fueron seriamente dañadas.

- Noruega: ocupada hasta el final de la guerra, recuperó su autonomía en 1945. Varios noruegos colaboracionistas fueron ejecutados después de acabar la guerra, incluyendo a Vidkun Quisling.

- Bélgica: al igual que en la Primera Guerra Mundial, esta nación presenció batallas importantes en su territorio, con los consecuentes daños. Acusado de traición después de la guerra, el rey Leopoldo III abdicó en 1951.

### Fuerzas del Eje
- Alemania nazi: ocupada por las tres potencias aliadas más Francia, Alemania perdió el 25% de su territorio en favor de Polonia y la Unión Soviética. En 1949 fue dividida en Alemania Occidental y Alemania Oriental. Durante la Guerra Fría, estas dos naciones compitieron en todos los campos, excepto el militar. Con una mejor economía y mayores libertades, Alemania Occidental fue el destino de muchos alemanes orientales, lo que motivó la construcción del muro de Berlín. Al tambalearse el bloque del Este, el gobierno de Alemania Oriental se debilitó también, y finalmente abrió sus fronteras. Alemania se reunificó en 1990.

- Italia: perdió todas sus colonias y la monarquía fue abolida en 1946. La República Social Italiana, fundada por Mussolini en el norte, fue derrotada, finalizando la etapa fascista de Italia.

- Rumania: el régimen fascista y militarista de Ion Antonescu no pudo soportar las derrotas militares ante la Unión Soviética. Visto como un estorbo en las negociaciones secretas de paz, el rey Miguel I fue presionado para que arrestara a Antonescu, que fue entregado a los soviéticos cuando éstos cruzaban la frontera rumana. Rumania cambió de bando en 1944, pero la monarquía fue abolida en 1947, después de que los comunistas ganaran las elecciones.

- Hungría: después de intentar cambiar de bando sin éxito en 1944, esta nación se mantuvo al lado de Alemania hasta el final de la guerra. En 1947 se instauró un estado socialista en Hungría, aunque en los años 80 la economía aplicó reformas liberales.

- Bulgaria: se unió al bando del Eje para recibir territorios de la Grecia ocupada, pero luego fue arrastrada a un conflicto mayor. Después de que Rumania cambiara de bando, los soviéticos se dirigieron rápidamente a Bulgaria, que también cambió de bando. La monarquía fue abolida en 1947, y el rey Simeón II marchó al exilio al instaurarse un estado socialista.

- Finlandia: después de luchar con la Unión Soviética entre 1939 y 1940, y después entre 1941 y 1944, finalmente se unió al bando aliado y luchó contra sus otrora aliados alemanes. Los tratados firmados en 1947 y 1948 con la Unión Soviética tuvieron como consecuencia una serie de compromisos políticos, así como concesiones territoriales en el este. Finlandia perdió más del 10% de su territorio y su segunda ciudad, Viipuri. Además, un número considerable de personas tuvo que ser evacuado y realojado en otras partes del país (ver República Socialista Soviética Carelo-Finesa). A pesar de las concesiones políticas y territoriales, así como de las indemnizaciones de guerra impuestas, Finlandia nunca fue ocupada por los soviéticos y permaneció al oeste del llamado Telón de Acero (véase finlandización). Finlandia no tomó parte en la Guerra Fría en ninguno de los dos bandos.

### Otros
- Albania: ocupada por Italia en 1939, los partisanos comunistas, liderados por Enver Hoxha, tomaron el poder después de la guerra, siendo depuesto el rey Zog I. Hoxha se encargó de aislar a Albania en Europa, y como consecuencia, esta nación se convirtió en una de las más atrasadas de Europa.

- Austria: gobernada por fascistas desde 1934 y ocupada por Alemania desde 1938, Austria fue ocupada por las tres potencias victoriosas más Francia, hasta 1955, año en que el país volvió a ser plenamente independiente con la condición de que permaneciera neutral.

- Dinamarca: ocupada por Alemania hasta el final de la guerra, este país sufrió críticas por la poca resistencia a la ocupación, aunque el gobierno danés ayudó a escapar a la mayoría de los judíos a Suecia.